# شب اعدام

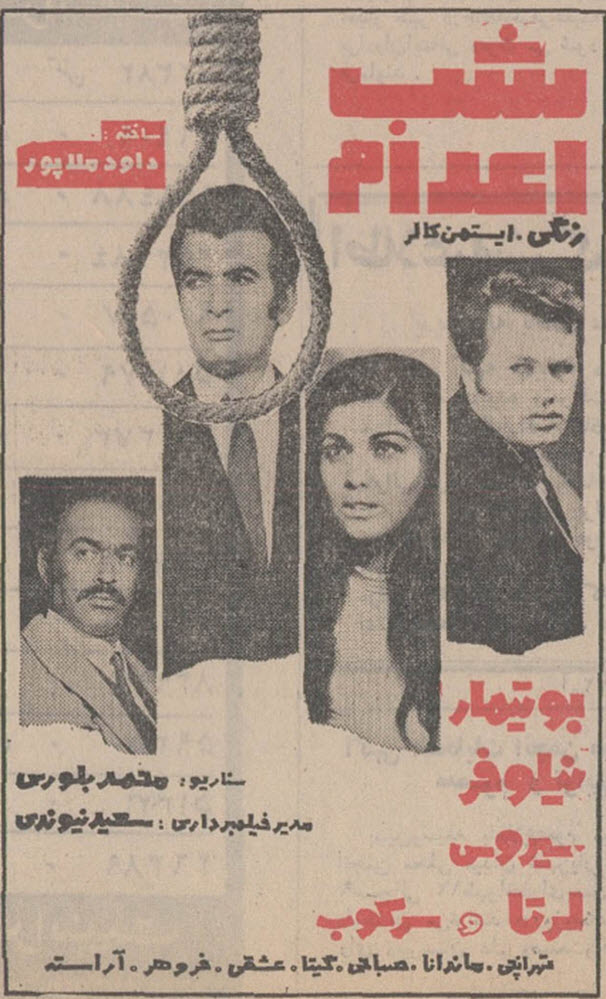
پوستر فیلم در تبلیغات روزنامه‌ای

شب اعدام فیلمی به کارگردانی داوود ملاپور و نویسندگی محمد بلوری محصول سال ۱۳۴۹ است. این فیلم به تهیه‌کنندگی داوود ملاپور، محصول سازمان فیلم ۷۰ است و توسط سییرا فیلم پخش و توزیع شده است.

## خلاصه داستان
در جریان سرقتی، بیوهٔ جوانی به قتل می‌رسد و شوهر سابق او که اتفاقاً در محل حضور داشته متهم به قتل و محکوم به اعدام می‌شود

## بازیگران[۱]
اسامی بازیگران فیلم شب اعدام به شکل* و ترتیب نمایش در عنوان‌بندی آغازین فیلم  :
1. [عبدالله] بوتیمار
2. نیلوفر (شهین خلیلی)
3. [غلامرضا] سرکوب
4. [سیروس] جراح زاده
5. لرتا (لُرِتا هایراپتیان تبریزی)
6. [صمد] صباحی
7. ماندانا
8. [کاظم] تهرانچی
9. گیتا جمالی
10. [جهانگیر] فروهر
11. بلوری
12. صبری
13. عشقی
14. زانیچ
15. قوام شیرازی
16. مهرپویان
17. کاشانی
18. مرشدی
19. حسن زاده
20. [مجيد] فریدفر
21. تقوی
22. آریا
23. فرامرز
24. نریمان
25. طلوع
26. شیرازی
27. گیتی فروهر
28. کمال
29. نیک محمدی
30. سحر
31. مهدوی
32. حامدی
33. نوذری
34. پرتوی
35. ثمودی
36. رضازاده
37. تاج
38. موسایی
39. بابایی
40. میترا
41. بابک
42. محسن آراسته

* اسامی داخل کروشه و پرانتز در عنوان بندی و یا پوستر درج نشده‌اند.

## سایر عوامل[۲]
- تدارکات: مجتبی عربی
- دستیار صحنه: رضا شمشادیان
- عکس: فتوکسری
- گریمور: منصور ولدبیگی
- دستیار فیلمبردار: اسماعیل دین‌محمدی
- امور فنی: استودیو مهتاب